# Ronald Howard
Pour les articles homonymes, voir Howard.
Cet article concerne l'acteur anglais. Pour l'acteur et réalisateur américain né en 1954, voir Ron Howard. Pour le joueur de basket-ball américain né en 1982, voir Ron Howard (basket-ball).
Ronald (Cecil) Howard, né le 7 avril 1918 à Londres (quartier de South Norwood) et mort le 19 décembre 1996 à Bridport (Dorset), est un acteur anglais.

## Biographie
Fils de l'acteur Leslie Howard (1893-1943), Ronald Howard débute au cinéma à ses côtés dans Roméo et Juliette de George Cukor (1936), puis le retrouve dans M. Smith agent secret (1941), dont son père est en outre réalisateur et producteur.
Parmi ses films suivants (majoritairement britanniques ou en coproduction), mentionnons L'Ombre d'un homme d'Anthony Asquith (1951, avec Michael Redgrave et Jean Kent), Inspecteur de service de John Ford (1958, avec Jack Hawkins et Dianne Foster), Week-end à Zuydcoote d'Henri Verneuil (coproduction franco-italienne, 1964, avec Jean-Paul Belmondo et Catherine Spaak et Les Charognards de Don Medford (film américain, 1971, avec Oliver Reed et Gene Hackman). Son dernier film est La Chevauchée terrible d'Antonio Margheriti (coproduction italo-américaine, 1975, avec Jim Brown et Lee Van Cleef).
À la télévision (britannique ou américaine), il contribue à trente-quatre séries entre 1951 et 1973, dont Sherlock Holmes (trente-neuf épisodes, 1954, dans le rôle-titre), Robin des Bois (deux épisodes, 1955, dans le rôle de Will Scarlet), Alfred Hitchcock présente (deux épisodes, 1959-1961) et Destination Danger (deux épisodes, 1960-1967). S'ajoutent huit téléfilms de 1951 à 1969.
Enfin, au théâtre, s'il joue surtout dans son pays natal (entre autres à Londres en 1951, dans Ardèle ou la Marguerite de Jean Anouilh, avec Isabel Jeans), il se produit également une fois à Broadway (New York) en 1951.
Ronald Howard est l'auteur d'une biographie consacrée à son père, titrée In Search of My Father: A Portrait of Leslie Howard et publiée en 1981.

## Filmographie partielle

### Cinéma
- 1936 : Roméo et Juliette (Romeo and Juliet) de George Cukor : petit rôle non crédité
- 1941 : M. Smith agent secret (« Pimpernel » Smith) de Leslie Howard : petit rôle non crédité
- 1947 : Erreurs amoureuses (While the Sun Shines) d'Anthony Asquith : Comte de Harpenden
- 1950 : Double Confession de Ken Annakin : Hilary Boscombe
- 1951 : L'Ombre d'un homme (The Browning Version) d'Anthony Asquith : Gilbert
- 1951 : Night Was Our Friend de Michael Anderson : John Harper
- 1953 : Au coin de la rue (Street Corner) de Muriel Box : David Evans
- 1958 : Inspecteur de service (Gideon's Day) de John Ford : Paul Delafield
- 1958 : L'Affaire Dreyfus (I Accuse!) de José Ferrer : Capitaine Avril
- 1959 : Babette s'en va-t-en guerre de Christian-Jaque : Fitzpatrick
- 1960 : The Spider's Web de Godfrey Grayson : Jeremy
- 1961 : Le Train de 16 h 50 (Murder She Said) de George Pollock : Brian Eastley
- 1961 : Le Rendez-vous de septembre (Come September) de Robert Mulligan : Spencer
- 1961 : La Lame nue (The Nacked Edge) de Michael Anderson : M. Claridge
- 1963 : Le Siège des Saxons (Siege of the Saxons) de Nathan Juran : Edmund
- 1964 : Week-end à Zuydcoote d'Henri Verneuil : Capitaine Robinson
- 1964 : Les Maléfices de la momie (The Curse of the Mummy's Tomb) de Michael Carreras : John Bray
- 1971 : Les Charognards (The Hunting Party) de Don Medford : Watt Nelson
- 1975 : La Chevauchée terrible (Take a Hand Ride) d'Antonio Margheriti : Halsey

### Télévision

#### Séries

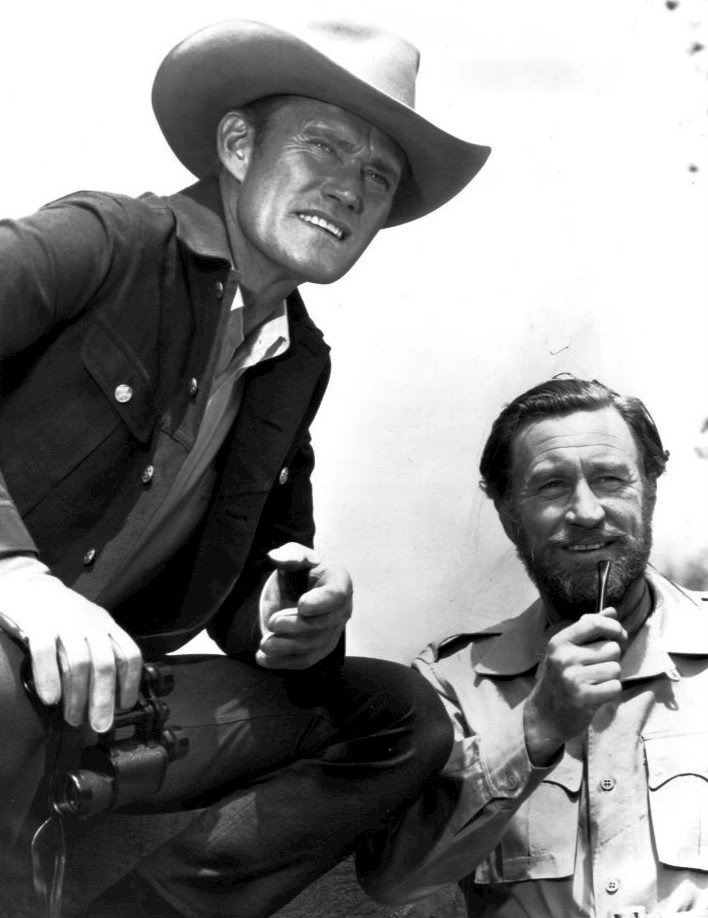
Avec Chuck Connors (à g.), dans la série ' (1967-1968)

- 1954 : Sherlock Holmes, saison unique, 39 épisodes : rôle-titre
- 1955 : Robin des Bois (The Adventures of Robin Hood), saison 1, épisode 24 Will Scarlet de Ralph Smart et épisode 25 The Deserted Castle de Bernard Knowles : Will Scarlet
- 1958 : Suspicion, saison unique, épisode 15 Le Crime du Lord (Lord Arthur Savile's Crime) de Robert Stevens : Lord Arthur Savile
- 1959-1961 : Alfred Hitchcock présente (Alfred Hitchcock Presents)
  - Saison 5, épisode 13 Le Pont du hibou (An Occurrence at Owl Creek Bridge, 1959) de Robert Stevenson : Peyton Farquhar
  - Saison 6, épisode 33 A Secret Life (1961) de Don Weis : James Howgill
- 1960 : One Step Beyond, saison 2, épisode 25 Hantise (The Haunting) de John Newland : Colin Chandler
- 1960-1967 : Destination Danger (Danger Man)
  - Saison 1, épisode 14 Le Traître (The Traitor, 1960) : Noel Goddard
  - Saison 4, épisode 1 Koroshi (1967) : Sanders
- 1961-1962 : Thriller
  - Saison 1, épisode 23 Le Puits du destin (Well of Doom, 1961) de John Brahm : Robert Penrose
  - Saison 2, épisode 5 La Malédiction de la sorcière (God Grante That She Lye Stille, 1961 - Dr Edward Stone) d'Herschel Daugherty et épisode 30 Les Spécialistes (The Specialists, 1962 - Martin Gresham) de Ted Post
- 1964 : Combat ! (Combat!), saison 2, épisodes 25 et 26 What Are the Bugles Blowin' For? (Parts I & II) : Capitaine Johns
- 1967-1968 : Cowboy in Africa (en), saison unique, 26 épisodes : Wing Commander Hayes

#### Téléfilms
- 1958 : Doomsday for Dyson de Silvio Narizzano : un journaliste
- 1962 : Les Hauts de Hurlevent (Wuthering Heights) de Rudolph Cartier : Lockwood
- 1969 : Le Complot du silence (Run a Crooked Mile) de Gene Levitt : Inspecteur Huntington

## Théâtre (sélection)
- 1951 : Ardèle ou la Marguerite (Ardele) de Jean Anouilh, mise en scène d'Anthony Pelissier (Londres)
- 1951 : To Dorothy a Son de Roger MacDougall et Otis Bigelow, mise en scène d'Herman Shumlin (Broadway) : Evelyn Ridgeway
- 1953 : Aren't We All? de Frederick Lonsdale (Londres)